# Matei
Matei é uma comuna romena localizada no distrito de Bistrița-Năsăud, na região histórica da Transilvânia. A comuna possui uma área de 86.02 km² e sua população era de 2895 habitantes, segundo o censo de 2007.